# Fengcheng
Fengcheng léase Fong-Cheng (en chino, 凤城市; pinyin, Fèngchéng shì; literalmente, ‘ciudad del fénix’) es un municipio bajo la administración directa de la Prefectura Dandong en la provincia de Liaoning, República Popular China. Su área es de 5515 km² y su población total para 2010 superó los 500 mil habitantes.

## Administración
El municipio de Fengcheng se divide en 21 pueblos que se administran en 3 subdistritos, 17 poblados y 1 villa étnica.